# Integrovaný marketing
Integrovaný marketing je marketingová koncepce, kdy se celá firma, tedy všechny její složky orientují na marketingovou komunikaci (reklama, podpora prodeje, public relations, atd.). V současné době se jedná o poměrně populární nástroj, který je však již používán několik desítek let. 
Posláním integrovaného marketingu je sestavení marketingových programů tak, aby zákazníkům vytvářeli, sdělovali a poskytovali hodnotu. Marketingový program pomáhá identifikovat, jaké marketingové aktivity je možné použít. Tradičním popisným nástrojem marketingových aktivit je marketingový mix, který McCarthy dělí do čtyř kategorií, souhrnně nazývaných 4 P:
·        Product – produkt,
·        Price – cena,
·        Place – umístění,
·        Promotion – propagace.
Rozhodnutí, která vyplývají z marketingového mixu [2] v konečném důsledku, ovlivňují jak obchodní cesty, tak konečné spotřebitele.
Integrovaný marketing
Obrázek popisuje, jak modelová firma připravuje mix výrobků, služeb a cen a jak je využíván komunikační mix reklamy, podpory prodeje, události, vztahů s veřejností, přímého marketingu a osobního prodeje k dosažení distribučních cest a cílových zákazníků. Je možné krátkodobě měnit ceny, množství pracovníků prodeje a výdajů na reklamu. V dlouhodobé perspektivě je možné měnit distribuční cesty a vyvíjet nové výrobky.
Koncept 4P je nástrojem prodejců, pomocí kterého ovlivňují zákazníky. Robert Lauterborn navrhl koncept 4C, který koresponduje s konceptem 4C:
·        Customer solution – řešení potřeb zákazníka,
·        Customer cost – výdaje zákazníka,
·        Convenience – dostupnost řešení,
·        Communication – komunikace.
Cílem společnosti je s ekonomickou efektivností řešit potřeby zákazníka v reálném čase. Integrovaný marketing se zabývá dvěma klíčovými tématy:
1.       „Při sdělování a poskytování hodnoty je možné vyvíjet mnoho rozlišných marketingových aktivit.
2.       Veškeré marketingové aktivity jsou koordinovány tak, aby se maximalizovaly jejich spojené důsledky. „[3]
Pro integrovanou komunikační strategii je nezbytné zvolit komunikační výběr navzájem korespondujících možností. Komunikační strategie musí být napojena na strategii firmy, musí být integrována do systému managementu prostředků, poptávky a sítí. Dobrý marketér je schopen zvolit správný marketingový mix tak, že se jednotlivé položky vzájemně podporují a doplňují – např. reklama v televizi, radiu a tisku, PR aktivity, webová prezentace a komunikace na sociálních sítích.